# Krogulczyk drobny
Krogulczyk drobny, jastrząb drobny, krogulec drobny (Microspizias superciliosus) – gatunek ptaka z rodziny jastrzębiowatych (Accipitridae). Mały ptak drapieżny, zamieszkujący wilgotne lasy nizinne w Ameryce Środkowej i Południowej. Poluje głównie na ptaki, w szczególności na kolibry. Nie jest zagrożony wyginięciem. Pomimo dużego zasięgu jest rzadko spotykany i słabo poznany, z bardzo małą ilością danych na temat jego zachowania oraz rozmnażania.

## Zasięg występowania
Krogulczyk drobny występuje w zależności od podgatunku:
- M. superciliosus fontainieri – południowa Nikaragua do zachodniej Kolumbii i zachodniego Ekwadoru.
- M. superciliosus superciliosus – na wschód od Andów: wschodnia Kolumbia i dalej przez Wenezuelę, po Gujanę, Surinam i Gujanę Francuską oraz na południe przez Ekwador, wschodnie Peru, Boliwię (Beni, Cochabamba, Santa Cruz) i Brazylię do Paragwaju i północno-wschodniej Argentyny (prowincja Misiones).

## Taksonomia
Gatunek po raz pierwszy, zgodnie z zasadami nazewnictwa binominalnego, opisał w 1766 roku szwedzki przyrodnik Karol Linneusz w 12. edycji swego dzieła Systema Naturae, nadając mu nazwę Falco superciliosus. Jako miejsce typowe odłowienia holotypu Linneusz wskazał Surinam (łac. „habitat in Surinamo”). Podgatunek fontainieri został formalnie opisany w 1853 roku przez francuskiego przyrodnika Karola Lucjana Bonaparte pod nazwą Accipiter fontainieri. Bonaparte nie podał lokalizacji miejsca typowego; w 1949 roku Carl Eduard Hellmayr i Henry Boardman Conover wykazali, że holotyp pochodził z Santa Cruz, w Magdalenie w Kolumbii.
Większość źródeł systematycznych zalicza krogulczyka drobnego do rodzaju Accipiter, lecz badania szkieletu poparte danymi genetycznymi sugerują, że gatunek ten nie należy do rodzaju Accipiter i być może nie jest bliżej związany z żadną z grup w obrębie Accipitrini. Storrs L. Olson zasugerował umieszczenie A. superciliosus w monotypowym rodzaju Hieraspiza, lecz gatunkiem typowym tego rodzaju był już Accipiter virgatus; mianowany nim przez autora opisu rodzaju (Hieraspiza) Johanna Jakoba Kaupa, stąd zachodziła potrzeba utworzenia nowej nazwy rodzajowej dla ww. gatunku. W 2021 roku Sangster i współpracownicy, bazując na wielu analizach filogenetycznych, utworzyli dla M. superciliosus i M. collaris nowy rodzaj Microspizias.
Krogulczyk drobny ma dużą przerwę w kości kruczej, czym różni się od innych gatunków z rodzaju Accipiter. Różni się także od typowych krogulców różnymi szczegółami anatomii i sekwencją DNA. W związku z tym jego pierwotna klasyfikacja w obrębie rodzaju Hieraspiza może być bardziej odpowiednia.
Rozpoznano dwa podgatunki o różnym zasięgu występowania.

### Etymologia
- Microspizias: gr. μικρος mikros mały; σπιζιας spizias „jastrząb”[24].
- superciliosus: łac. superciliosus „butny, wyniosły”, od supercilium „brew”[24].
- tinus: ang. tine „malutki”[24].
- fontainieri: oryginalna pisownia epitetu gatunkowego Accipiter fontanieri Bonaparte, 1853[24].
- exitiosus: łac. exitiosus „zabójczy, destrukcyjny”, od exitium „destrukcja”, od exire „przejść nad”, od ire „iść”[24].

## Morfologia
Długość ciała 24–27,5 cm, rozpiętość skrzydeł 38–48 cm. Wyraźny dymorfizm płciowy: samice są większe od samców o 5–26% i cięższe, być może nawet o 60%. Pozostałe wymiary przedstawia tabelka:
|                     | Masa ciała                | Skrzydło                   | Ogon                      | Skok                   |
| ------------------- | ------------------------- | -------------------------- | ------------------------- | ---------------------- |
| M. s. superciliosus | Brak danych               | ♂ 134–147 mm; ♀ 155–170 mm | ♂ 94–104 mm; ♀ 114–120 mm | ♂ 40–43 mm; ♀ 45–55 mm |
| M. s. fontainieri   | ♂ 61,5–75 g; ♀ 115–134 g; | ♂ 127–134 mm; ♀ 148–154 mm | ♂ 84–89 mm; ♀ 98–105 mm   | ♂♀ 38–43 mm            |

Mały ptak drapieżny. Górne części ciała u dorosłych samców ciemnoszare, głowa szara z jaśniejszą brwią, korona i kark czarniawe. Gardło białe, spód ciała, w tym wewnętrzna strona skrzydeł, biały z ciemnymi paskami (najwięcej na udach). Ogon ciemny z trzema bladoszarymi paskami i wąską białą końcówką, która szybko blednie. Dziób szary, nogi i woskówka żółte, tęczówki jasnoczerwone. Dorosłe samice podobne, ale górne części ciała są bardziej brązowe, spód ciała jest bardziej kremowy, a paski brązowoszare. Osobniki młodociane występują w dwóch odmianach barwnych, brązowej i rudej (patrz: polimorfizm). U przedstawicieli odmiany brązowej górne części ciała brązowe, głowa szara, ogon z białą końcówką i trzema szarobrązowymi paskami; spód ciała kremowobiały z jasnobrązowymi paskami, gardło zwykle kremowe. U młodych odmiany rudej (znacznie rzadszej) górne części ciała rudawe z ciemnymi plamami na plecach i skrzydłach, spód koloru rudego. Ptaki z podgatunku fontainieri są ciemniejsze i nieco mniejsze, z krótszym ogonem.

### Głos
Mało danych, zarejestrowano przenikliwe „keer-keer-keer...”, słabsze „cree-cree” lub szybsze i wzburzone serie dźwięków „klee-e, klee-e”.

## Ekologia i zachowanie

### Siedlisko i pokarm
Krogulczyk drobny zamieszkuje głównie środkowe piętro skraju tropikalnego lasu oraz polany, przylegające do lasów plantacje i lasy wtórne; najwyraźniej unika gęstego lasu. Wznosi się nad koronami drzew. Żyje pojedynczo lub w parach. Prawdopodobnie przebywa głównie poniżej 800 m n.p.m., ale lokalnie może występować na 1200 m, 1500 m, a nawet 1800 m n.p.m. Nie zaobserwowano migracji.
W pogodne poranki (i czasami późne popołudnia) krogulczyk drobny wygrzewa się niekiedy na wysokiej, odsłoniętej gałęzi. Sporadycznie pary wygrzewają się wspólnie. Zwykle jednak jest to gatunek skryty i łatwo go przeoczyć. Na ogół wypatruje swoją ofiarę z gałęzi, umieszczonej gdziekolwiek od najniższego piętra po korony drzew, choć najczęściej wybiera te w środkowej części piętra lasu. Podczas polowania na niskich wysokościach często szybko przeskakuje z jednej gałęzi na kolejną; jest to szybki lotnik.
Istnieje bardzo niewiele dostępnych danych na temat diety krogulczyka drobnego. Bardzo długie palce sugerują wysoce wyspecjalizowanego drapieżnika w polowaniu na ptaki, co nie odróżnia go od innych przedstawicieli jastrzębiowatych; żołądek jednego osobnika zawierał upolowane gryzonie. Poluje na kolibry i małe wróblowe, zazwyczaj atakując je błyskawicznie z ukrycia, gdy te pojawiają się w jego zasięgu lub też zasadza się na małe ptaki siedzące na gałęzi. Obserwowano osobniki, które potrafią zapamiętywać ulubione gałęzie kolibrów i tam na nie czatować. Znane są również ataki na dzięcioła złotowąsego (Picus chrysochloris), jak i upolowanie bentewi wielkiego (Pitangus sulphuratus).hu

### Lęgi
Dane na temat lęgów są bardzo niekompletnie; w północnej części zasięgu prawdopodobnie sezon rozrodczy przypada od lutego do czerwca, w południowej Kolumbii od października do stycznia obserwowano ptaki przenoszące patyki, osobniki w kondycji rozrodczej obserwowano w październiku i w lutym; w Panamie znaleziono jedno gniazdo. W Manaus w północno-środkowej Brazylii zaobserwowano dobrze odkarmione pisklęta w sierpniu (połowa pory suchej). Gniazdo z patyków znajdowało się na wysokim drzewie. W Wenezueli odnotowano, jak jedna para zajęła porzucone gniazdo tarczownika (Busarellus nigricollis). W Panamie samica zniosła jedno jajo, natomiast w południowo-zachodniej Brazylii trzy.

## Status i zagrożenia
W Czerwonej księdze gatunków zagrożonych Międzynarodowej Unii Ochrony Przyrody (IUCN) został zaliczony do kategorii LC („najmniejszej troski”, ang. Least Concern). Według szacunków organizacji Partners in Flight z 2019 roku liczebność populacji mieści się w przedziale 50–500 tysięcy dorosłych osobników, a jej trend jest spadkowy. Ze względu na występowanie w trudno dostępnych miejscach i skryty tryb życia, jest to ptak rzadko spotykany. Status jest bardzo słabo poznany, ale z uwagi na duży zasięg i tendencję do wykorzystywania jako siedlisk lasów wtórnych, populacja tego ptaka nie powinna znajdować się w niebezpieczeństwie. IUCN szacuje wielkość zasięgu tego gatunku na 13 800 000 km². Lokalnie uznawany za gatunek rzadki, np. w stanie Santa Catarina w południowo-wschodniej Brazylii. Przed rokiem 1995 w Paragwaju tylko pięciokrotnie odnotowano pojawienie się tego ptaka, a do 1996 roku w drugim co do wielkości boliwijskim departamencie Beni odnotowano go tylko czterokrotnie.